# Матчи сборной Польши по футболу 1924

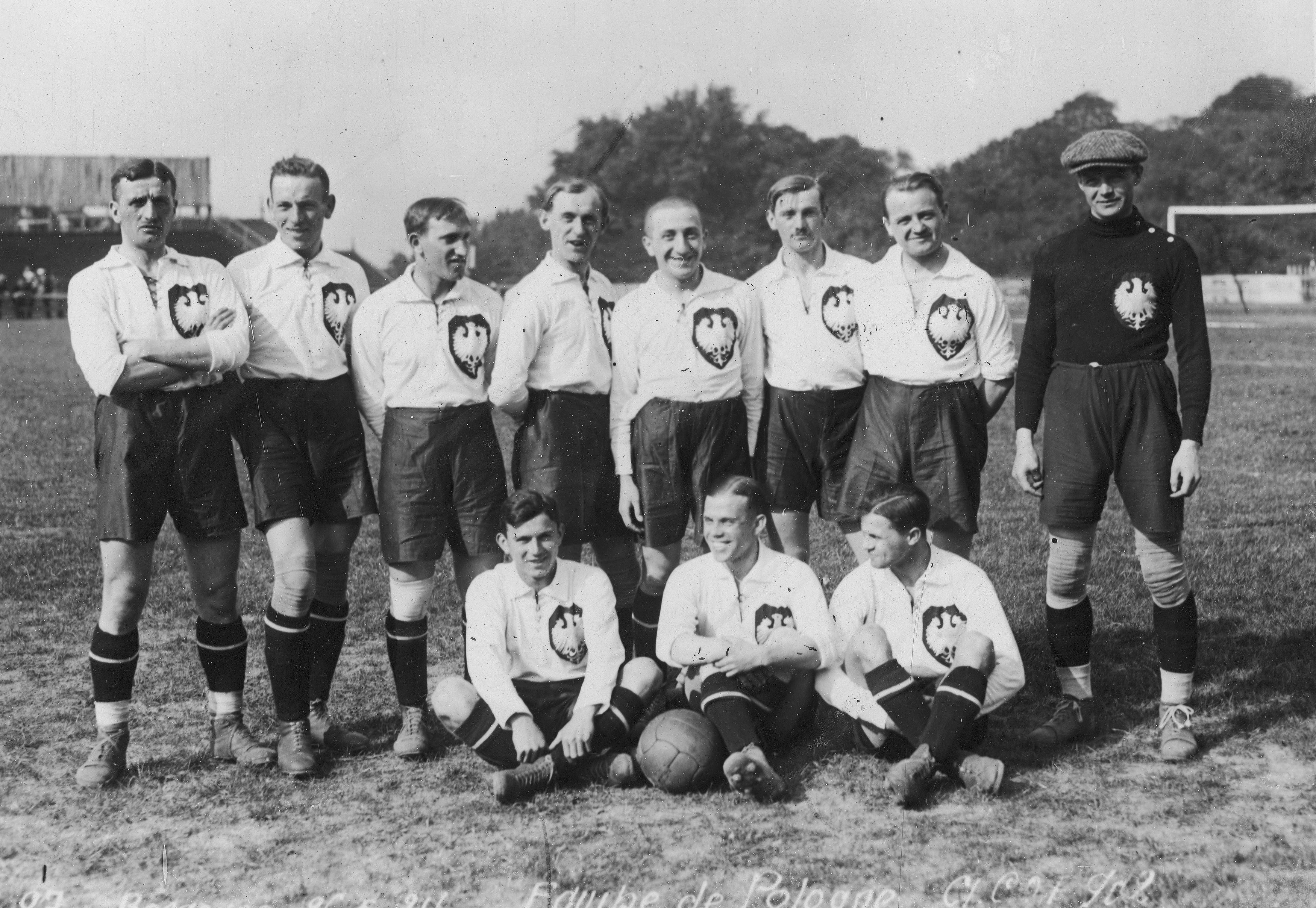
Сборная Польши перед олимпийским матчем со сборной Венгрии

В 1924 году сборная Польши провела 6 матчей, один в рамках Олимпийских игр и 5 товарищеских. 2 победы и 4 поражения. Разница мячей 6:17.
Бомбардиры сборной Польши в 1924 году:
- Хенрик Рейман — 2 гола;
- Мечислав Бач — 1 гол;
- Зигмунт Хрусциньский[пол.] — 1 гол;
- Станислав Чулак[пол.] — 1 гол;
- Мечислав Бальцер[пол.] — 1 гол;
- Владислав Карасяк забил автогол в матче с венграми 31 августа.

26 мая 1924 года поляки дебютировали на крупных соревнованиях, приняв участие в футбольном турнире летних олимпийских игр в Париже. На стадионе «Бержер» они в своём единственном матче на этой Олимпиаде проиграли 0:5 сборной Венгрии.
29 июня сборная одержала первую победу на территории Польши, победив в Лодзи 2:0 команду Турции.

## Матч № 11
Товарищеский матч
| Швеция                                                            | 5:1 отчёт | Польша           |
| Свен Рюдель 5′ 61′ 83′ · Гунар Ольссон 49′ · Торстен Свенссон 69′ | Голы      | Мечислав Бач 57′ |

| | Составы  | | |
| Роберт Зандер, Конрад Хирш, Фритьоф Хиллен, Свен Фридберг, Гуннар Хольмберг, Харри Сундберг, Торстен Свенссон, Свен Рюдель, Гунар Ольссон, Альбин Даль, Рудольф Кок |          | Мечислав Висневский, Людвик Гинтель, Стефан Фрыц, Мариан Спойда, Владислав Крупа, Тадеуш Сыновец, Вацлав Кухар, Мечислав Бач, Хенрик Рейман, Вавжинец Сталиньский, Леон Сперлинг | Мечислав Висневский, Людвик Гинтель, Стефан Фрыц, Мариан Спойда, Владислав Крупа, Тадеуш Сыновец, Вацлав Кухар, Мечислав Бач, Хенрик Рейман, Вавжинец Сталиньский, Леон Сперлинг |
| Зигфрид Линдберг | Запасные | Эмиль Гёрлитц | Эмиль Гёрлитц |

## Матч № 12
Турнир по футболу на VIII летних Олимпийских Играх. Первый круг.
| Польша | 0:5 отчёт | Венгрия                                                                |
|        | Голы      | Йожеф Эйшенхоффер 15′ · Ференц Хирзер 51′, 58′ · Золтан Опата 70′, 87′ |

| | Составы | | |
| Мечислав Висневский, Вавжинец Цыль, Стефан Фрыц, Мариан Спойда, Станислав Циковский, Здзислав Стычень, Вацлав Кухар, Мечислав Бач, Юзеф Калюжа, Хенрик Рейман, Леон Сперлинг |         | Янош Бири, Кароль Фогл, Гиула Манди, Дьёрдь Орц, Белла Гуттман, Габор Обич, Йожеф Браун, Йожеф Эйшенхоффер, Золтан Опата, Ференц Хирзер, Рудольф Йени | Янош Бири, Кароль Фогл, Гиула Манди, Дьёрдь Орц, Белла Гуттман, Габор Обич, Йожеф Браун, Йожеф Эйшенхоффер, Золтан Опата, Ференц Хирзер, Рудольф Йени |
| Адам Обрубаньский | Тренеры | Гиула Кисс | Гиула Кисс |

## Матч № 13
Товарищеский матч
| Польша                                        | 2:3 отчёт | США                                      |
| Станислав Чулак 6′ · Зигмунт Хрусциньский 59′ | Голы      | Герберт Веллс 3′ · Эндрю Страден 30′ 47′ |

| | Составы  | | |
| Стефан Доманьский, Юзеф Адамек, Казимеж Качор, Мариан Маркевич, Здзислав Стычень, Вацлав Кухар, Антони Амирович, Станислав Чулак, Зигмунт Хрусциньский, Мечислав Бальцер, Владислав Ковальский |          | Джеймс Дуглас, Джеймс Мульхолланд, Фредерик О‘Коннор, Уильям Демко, Раймонд Хорнбергер, Карл Джонсон, Ирвин Девис, Герберт Веллс, Эндрю Страден, Френк Джонс, Эдвард Харт | Джеймс Дуглас, Джеймс Мульхолланд, Фредерик О‘Коннор, Уильям Демко, Раймонд Хорнбергер, Карл Джонсон, Ирвин Девис, Герберт Веллс, Эндрю Страден, Френк Джонс, Эдвард Харт |
| Юлиуш Миллер | Запасные | | |

## Матч № 14
Товарищеский матч
| Польша                                   | 2:0 отчёт | Турция |
| Мечислав Бальцер 42′ · Хенрик Рейман 43′ | Голы      |        |

| | Составы  | | |
| Ян Лётц, Вавжинец Цыль, Владислав Карасяк, Мариан Спойда, Зигмунт Отто, Кароль Ханке, Юзеф Адамек, Эмиль Гёрлитц, Хенрик Рейман, Владислав Ковальский, Мечислав Бальцер |          | Хамит Акбай, Кафер Кагатай, Али Генчей, Нихат Бекдик, Хамит Арслан, Мехмет Лебледи, Алаеддин Байдар, Зеки Риза Спорель, Мушин Пейкоглу, Бедри Гюрсой, Ишмет Улюг | Хамит Акбай, Кафер Кагатай, Али Генчей, Нихат Бекдик, Хамит Арслан, Мехмет Лебледи, Алаеддин Байдар, Зеки Риза Спорель, Мушин Пейкоглу, Бедри Гюрсой, Ишмет Улюг |
| | Запасные | Кемаль Рифат Калпакцоглу | Кемаль Рифат Калпакцоглу |

## Матч № 15
Товарищеский матч
| Польша            | 1:0 отчёт | Финляндия |
| Хенрик Рейман 59′ | Голы      |           |

| | Составы | | |
| Эмиль Гёрлитц, Владислав Карасяк, Мариан Маркевич, Мариан Спойда, Вацлав Кухар, Кароль Ханке, Юзеф Адамек, Ян Лётц, Хенрик Рейман, Юзеф Гарбень, Юлиуш Миллер |         | Ниило Таммисало, Свен Лидман, Рафаэль Сьюман, Лаури Вирта, Ейно Сойнио, Александр Карягин, Бертель Сильве, Аулис Капонен, Вернер Эклёф, Калле Фальстрём, Хьялмар Келин | Ниило Таммисало, Свен Лидман, Рафаэль Сьюман, Лаури Вирта, Ейно Сойнио, Александр Карягин, Бертель Сильве, Аулис Капонен, Вернер Эклёф, Калле Фальстрём, Хьялмар Келин |

## Матч № 16
Товарищеский матч
| Венгрия                                                             | 4:0 отчёт | Польша |
| Владислав Карасяк 31′ (авт.) · Йожеф Такаш 34′ 38′ · Дьёрдь Орц 60′ | Голы      |        |

| | Составы  | | |
| Лайош Фишер, Гиула Манди, Имре Сенкей I, Ференц Борсаньи, Хенрик Нодлер, Бела Бартош, Йожеф Браун, Йожеф Такаш, Дьёрдь Орц, Кальман Шонтос, Рудольф Йени |          | Эмиль Гёрлитц, Владислав Карасяк, Мариан Маркевич, Вацлав Кухар, Кароль Ханке, Юзеф Адамек, Вавжинец Сталиньский, Хенрик Рейман, Юзеф Гарбень, Антоний Следзь, Мариан Спойда | Эмиль Гёрлитц, Владислав Карасяк, Мариан Маркевич, Вацлав Кухар, Кароль Ханке, Юзеф Адамек, Вавжинец Сталиньский, Хенрик Рейман, Юзеф Гарбень, Антоний Следзь, Мариан Спойда |
| | Запасные | Мариан Килинский , Владислав Олеарчик | Мариан Килинский , Владислав Олеарчик |